# 林肯 (愛荷華州)
林肯（英語：Lincoln）是一個位於美國愛荷華州泰馬縣的城市。

## 地理
林肯的座標為42°15′45″N 92°41′31″W / 42.26250°N 92.69194°W，而該地的平均海拔高度為323米（即1060英尺）。

## 人口
根據2010年美國人口普查的數據，林肯的面積為1.19平方千米，當中陸地面積為1.19平方千米，而水域面積為0.00平方千米。當地共有人口162人，而人口密度為每平方千米136人。